# Eleutherae
Eleutherae ( grec ancien : Ἐλευθεραί   ) est une ville située dans la partie nord de l'Attique, bordant  la  Béotie. L'une des forteresses  de la Grèce antique se dresse  à l'emplacement d'un ancien château d'Eleutherae, daté entre 370 et 360 av. J.-C., avec des murs  d'une épaisseur moyenne de 2,6 m. Un circuit de murailles de 860 m comportait des tours le long de la bordure nord du site dont 6 ont survécu, conservées sur une hauteur de 4 à 6 m. Les fondations de plusieurs tours sont visibles ainsi que la trace du reste des fortifications, ainsi que l'emplacement de la grande porte double (ouest) et de la petite porte (sud-est). Il y a deux petites  sorties situés du côté nord. La zone fortifiée est irrégulière sur une surface de 113 × 290 m.

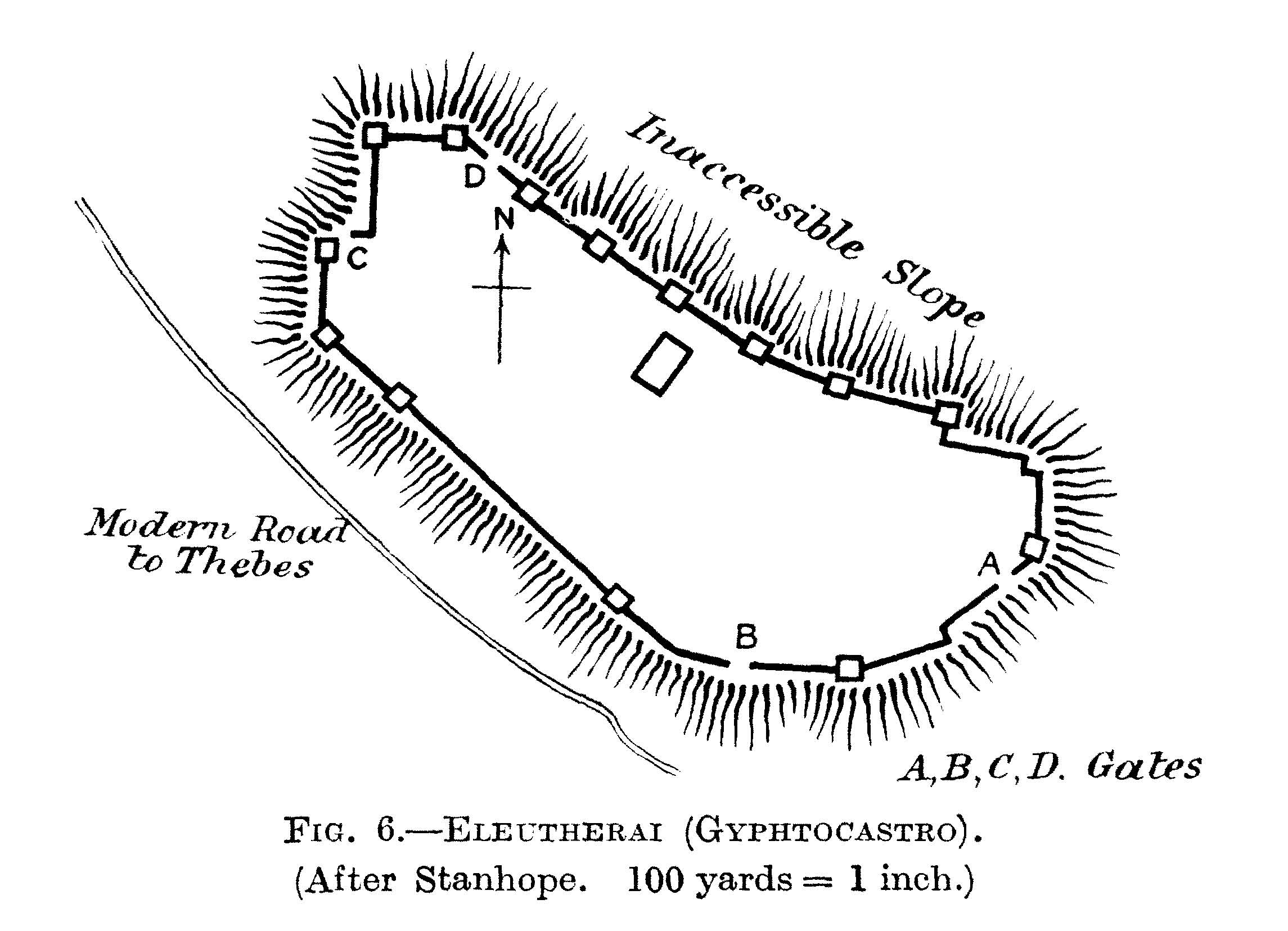
Plan de la forteresse.

## Histoire
Eleuthere, dans la mythologie, fils d'Apollon et d'Aethusa, est considéré comme le fondateur d'Eleutherae. Les chercheurs pense que la fête de la Dionysie a été établie dans toute la Grèce lorsqu'Eleutherae a choisi de faire partie de l'Attique et a présenté une statue du dieu Dionysos à Athènes. Il a été rejeté par les Athéniens et, peu de temps après, Athènes a été frappée par la peste. Par peur pour Dionysos, les Athéniens ont célébré la Dionysie en par une procession de personnes portant des phalloi et ont ainsi sauvé la ville d'une nouvelle destruction. Au IIe siècle av. J.-C., l'écrivain périégétique Pausanias a écrit:

« Quand vous êtes passé d'Eleusis à la Béotie, vous arrivez au pays platéen, qui borde l'Attique. Autrefois, Eleutherae formait la frontière (de Béotie) du côté de l'Attique, mais lorsqu'elle est venue aux Athéniens, la frontière de Béotie était désormais le mont Cithéron. La raison pour laquelle les habitants d' Eleutherae sont venus n'est pas parce qu'ils avaient été réduits par la guerre, mais parce qu'ils souhaitaient partager la citoyenneté athénienne et détestaient les Thébains. Dans cette plaine se trouve un temple de Dionysos, d'où la vieille image en bois fut emportée à Athènes. L'image d' Eleutherae  est une copie de l'ancienne. »

— Description de la Grèce 1.38.8)
Eleutherae, comme sa voisine Plataea, était une polis indépendante à la frontière entre l'Attique et la Béotie. Frustrés par la belligérance et l'intimidation permanentes des Thébains, les Éleuthéréens se sont tournés vers Athènes et ont  renoncé à leur indépendance en échange d'une incorporation dans la polis athénienne. Compte tenu de l'importance géopolitique de la ville, les Athéniens ont accepté et le culte de Diónysos Eleuthereús (« Dionysos le Libérateur ») a été symboliquement transféré à Athènes. La fête de la Dionýsia, à l'origine une fête d'Eleuthere en célébration du vin nouveau, est l'événement qui a conduit à la création de ce qui était alors un nouveau genre littéraire et artistique  : le théâtre. Au théâtre de Dionysos, le prêtre de Dionysos Eleuthereus était  honoré et son trône de marbre orné était placé au centre de la première rangée des sièges des spectateurs.
Des personnages  célèbres sont originaires d'Eleutherae, comme Myron d'Eleutherae, un sculpteur connu principalement pour son Discobolus ( lanceur de disque ). Son fils, Lycius, est également un sculpteur renommé.